# Wolfram Bruckner
Wolfram Arnold Bruckner (* 17. Mai 1903 in Hermannstadt, Königreich Ungarn, Österreich-Ungarn; † 16. Januar 1979 in Linz, Österreich) war rumäniendeutscher „Volksgruppenführer“ und später Oberstabsarzt der 7. SS-Freiwilligen-Gebirgs-Division „Prinz Eugen“. Nach dem Zweiten Weltkrieg war er Mitglied des Präsidiums der Landsmannschaft der Siebenbürger Sachsen in Oberösterreich.

## Leben
Wolfram Bruckner war der Sohn des Siebenbürger Oberstuhlrichters Arnold Bruckner und dessen Ehefrau Berta, geborene Nendwich. Von 1913 bis 1921 besuchte er das Gymnasium in Hermannstadt. Er studierte von 1921 bis 1926 an der Medizinischen Fakultät der Leopold-Franzens-Universität Innsbruck, wo er in die von Georg von Schönerer  gegründete Innsbrucker akademische Burschenschaft Germania eintrat, zu deren Altherrenobmann er später ernannt wurde. In der Zeit von 1923 bis 1926 war er Vorsitzender des Deutsch-freiheitlichen Hochschulausschusses, der nationalen Fraktion des Allgemeinen Studierendenausschusses. Er promovierte im November 1926 und erhielt 1927 die rumänische Approbation libera practica. Darauf leistete er seinen Militärdienst. Von 1928 bis 1933 war er Assistent an den Chirurgischen und Orthopädischen Krankenhäusern in Berlin und Ljubljana.
Im Mai 1933 ließ er sich als Chirurg und Orthopäde in Hermannstadt nieder. Einen Monat später trat er der Nationalsozialistischen Selbsthilfebewegung der Deutschen in Rumänien (NSDR) des Fritz Fabritius bei, für die er im Oktober des Jahres für den Orts- und Kreisrat kandidierte. Ab November leitete den örtlichen Untersuchungs- und Schlichtungsausschuss (USchlA) und war Ortsredner. 1934 wurde er im Januar erst Kreisredner, im April dann Kreisleiter des Kreises Siebenbürgen Süd. Im Juni 1935 wurde er Stellvertreter des Landesführers Fabritius in der Nationalen Arbeitsfront (NAF) und im gleichen Jahr Mitglied des Volksrates der Volksgemeinschaft der Deutschen in Rumänien. Im Verband deutscher Turn- und Sportvereine in Rumänien war er ab Mai 1938 Vorsitzender. Im Oktober des Jahres stand er als Landesleiter der NAF vor und leitete zudem das Landesamtes für Leibeserziehung.
Nach der Abberufung von Fritz Fabritius als Landesobmann der Deutschen Volksgemeinschaft in Rumänien durch die Volksdeutsche Mittelstelle (VoMi) übernahm Bruckner im November 1939 den Posten als „Volksgruppenführer“ der nun neu benannten Deutschen Volksgruppe in Rumänien. Hierdurch verbesserte sich das politische Klima zwischen der Volksgemeinschaft und der rumänischen Regierung deutlich. Bruckners Spielraum war zu dieser Zeit jedoch bereits stark von Berlin bestimmt, Heinrich Himmler hatte ihn persönlich für diese Funktion ausgewählt.
Nach der Abdankung des rumänischen Königs Carol II. am 6. September 1940 konnte „Staatsführer“ Ion Antonescu alleinig die Regierung im Land übernehmen, womit die Beziehungen zwischen Rumänien und Deutschland eine plötzliche Wendung nahmen und den Weg frei machten für die Beseitigung der gemäßigten Politiker aus der „Volksgemeinschaft“. Bruckner wurde auf Berliner Weisung am 27. September als „Volksgruppenführer“ abgesetzt und noch am gleichen Tag durch den radikalen Andreas Schmidt in gleicher Funktion ersetzt. Die Ernennung Bruckners war nun eine erkennbar vorübergehende Lösung gewesen, da diese Position bereits 1939 von maßgeblichen Stellen innerhalb der SS für Schmidt vorgesehen war.
Unter dem Mandat von Wolfram Bruckner hatte die Volksgemeinschaft eng mit dem Oberkommando der Wehrmacht (Amt Ausland/Abwehr) unter der Leitung von Admiral Wilhelm Canaris zusammengearbeitet. Mit der Ernennung von Andreas Schmidt erfolgte eine Neuausrichtung zu den deutschen Geheimdiensten; Schmidt arbeitete intensiver mit dem Amt VI (SD-Ausland) unter dem von Reinhard Heydrich geleiteten Reichssicherheitshauptamt (RSHA) zusammen.
Während des Zweiten Weltkriegs diente Bruckner in der Abwehr-Stelle der Wehrmacht. Er baute auf Anweisung des Volksbundes für das Deutschtum im Ausland (VDA in der VoMi) ein Netz von V- und SS-Männern im deutschen Siedlungsraum Rumäniens auf und sandte seine Berichte direkt nach Berlin. Er war zudem Oberstabsarzt bei der 7. SS-Freiwilligen-Gebirgs-Division „Prinz Eugen“. Er hatte sich der Waffen-SS offenbar zum 1. Juli 1943 im Rang eines SS-Hauptsturmführers angeschlossen. Bruckner erhielt Auszeichnungen wie den Orden der Krone von Rumänien am Bande der Tapferkeitsmedaille mit Schwertern, den Stern von Rumänien im Rang eines Ritters, das Eiserne Kreuz II. Klasse und den Orden der Krone König Zvonimirs mit Schwertern.
Nach dem Krieg gelangte Bruckner nach Österreich, wo er in den 1950er und 1960er Jahren in der Landsmannschaft der Siebenbürger Sachsen in Oberösterreich unter anderem als Mitglied des Präsidiums tätig war. Der Bundesvorsitzende der Landsmannschaft Erhard Plesch überreichte 1960 in Linz „unserem verdienten Landsmann Dr. Wolfram Bruckner die Ehrennadel der Landsmannschaft“.
1975 nahm Bruckner im Münchner Haus des Deutschen Ostens an einer Tagung der Arbeitsgemeinschaft für südostdeutsche Volks- und Heimatforschung teil, bei der neben dem Veranstalter Friedrich „Fritz“ Cloos zahlreiche andere ehemalige NS-Amtswalter aus Rumänien wie Alfred Bonfert, Alfred Csallner, Kaspar Hügel, Josef „Sepp“ Schmidt, Michael Stocker und Heinrich Zillich zusammenkamen.
Wolfram Bruckner war verheiratet mit Ulrike, geb. Jahn. Der Verbindung entstammten zwei Töchter, Brigitte und Gundel. Er verstarb im Januar 1979 in Linz.

## Rezeption
Georg Wildmann von der Landsmannschaft der Donauschwaben in Oberösterreich sah in Wolfram Bruckner „eher eine schwache Führungsfigur, er wurde schon nach einem Jahr abgelöst. Im September 1940 wurde dann ein entschiedener ‚Weltanschaulicher‘, Andreas Schmidt, Volksgruppenführer“.
Nach dem Historiker Stephan Olaf Schüller war mit der Ernennung Bruckners ein wichtiger Schritt der Vereinnahmung der Rumäniendeutschen durch das Deutsche Reich vollzogen. Hatten die Deutschen in Rumänien bisher noch ihre Obmänner selbst bestimmt, so wurde die rumäniendeutsche Führung von nun an durch Berlin bestimmt, die mehr dem „Führer der großen deutschen Volksgemeinschaft“ als der eigenen deutschen Volksgemeinschaft in Rumänien verpflichtet war.